# Olympische Sommerspiele 1964/Leichtathletik – Kugelstoßen (Männer)

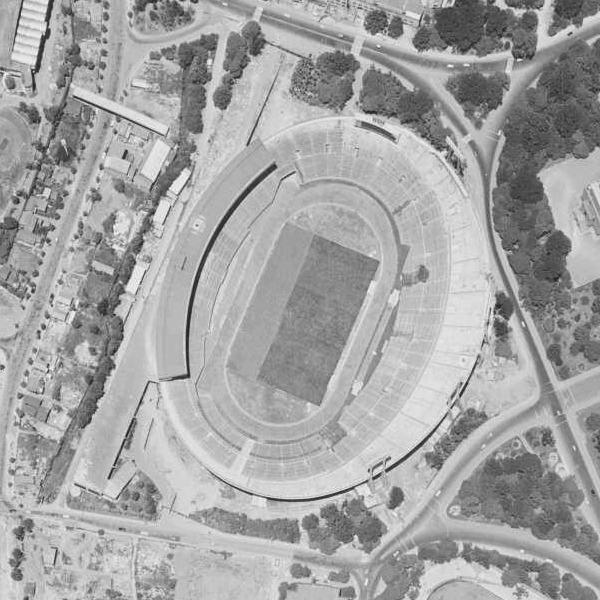
Luftaufnahme des Olympiastadions im Jahr 1963

Das Kugelstoßen der Männer bei den Olympischen Spielen 1964 in Tokio wurde am 17. Oktober 1964 im Olympiastadion Tokio ausgetragen. 22 Athleten nahmen teil.
Olympiasieger wurde der US-Amerikaner Dallas Long. Er gewann vor seinem Landsmann Randy Matson und dem Ungarn Vilmos Varjú.
Während Athleten aus Österreich, der Schweiz und Liechtenstein nicht teilnahmen, gingen drei Deutsche an den Start. Heinfried Birlenbach scheiterte in der Qualifikation, ihm fehlten drei Zentimeter zur geforderten Qualifikationsweite. Rudolf Langer und Dieter Hoffmann erreichten das Finale, in dem sie die Plätze elf und zwölf belegten.

## Rekorde

### Bestehende Rekorde
| Weltrekord         | 20,68 m | Dallas Long ( USA) | Los Angeles, USA       | 25. Juli 1964   |
| Olympischer Rekord | 19,68 m | Bill Nieder ( USA) | Finale OS Rom, Italien | 31. August 1960 |

### Rekordverbesserungen
Der olympischen Rekord wurde zweimal verbessert:
- 20,20 m – Randy Matson USA, Finale am 17. Oktober. vierter Durchgang
- 20,33 m – Dallas Long (USA), Finale am 17. Oktober. vierter Durchgang

## Durchführung des Wettbewerbs
22 Athleten traten am 17. Oktober zu einer Qualifikationsrunde an, bei der jeder Starter drei Versuche hatte. Dreizehn von ihnen – hellblau unterlegt – übertrafen die für die direkte Finalqualifikation geforderte Weite von 17,80 m. Für alle qualifizierten Athleten fand das Finale am Nachmittag desselben Tages statt. Dort hatte jeder Teilnehmer zunächst drei Versuche. Den sechs besten Wettbewerbern standen anschließend drei weitere Stöße zu.

## Zeitplan
17. Oktober, 10:00 Uhr: Qualifikation

17. Oktober, 15:00 Uhr: Finale
Anmerkung: Alle Zeiten sind in Ortszeit Tokio (UTC + 9) angegeben.

## Legende
Kurze Übersicht zur Bedeutung der Symbolik – so üblicherweise auch in sonstigen Veröffentlichungen verwendet:
| – | verzichtet |
| x | ungültig   |

Bestweiten sind fett gedruckt.

## Qualifikation
Datum: 17. Oktober 1964, 10:00 Uhr
Wetterbedingungen: heiter, 17–20 °C, 67–69 % Luftfeuchtigkeit
| Platz | Name                  | Nation         | 1. Versuch | 2. Versuch | 3. Versuch | Weite   |
| ----- | --------------------- | -------------- | ---------- | ---------- | ---------- | ------- |
| 1     | Dallas Long           | USA            | 19,51 m    | –          | –          | 19,51 m |
| 2     | Randy Matson          | USA            | 18,92 m    | –          | –          | 18,92 m |
| 3     | Wiktor Lipsnis        | Sowjetunion    | 18,90 m    | –          | –          | 18,90 m |
| 4     | Vilmos Varjú          | Ungarn         | 18,26 m    | –          | –          | 18,26 m |
| 5     | Zsigmond Nagy         | Ungarn         | 18,14 m    | –          | –          | 18,14 m |
| 6     | Georgios Tsakanikas   | Griechenland   | 17,72 m    | 17,25 m    | 18,05 m    | 18,05 m |
| 7     | Władysław Komar       | Polen          | 18,05 m    | –          | –          | 18,05 m |
| 7     | Les Mills             | Neuseeland     | 18,05 m    | –          | –          | 18,05 m |
| 9     | Rudolf Langer         | Deutschland    | 17,90 m    | –          | –          | 17,90 m |
| 10    | Adolfas Varanauskas   | Sowjetunion    | 17,86 m    | –          | –          | 17,86 m |
| 11    | Parry O’Brien         | USA            | 17,84 m    | –          | –          | 17,84 m |
| 12    | Nikolai Karassjow     | Sowjetunion    | 17,83 m    | –          | –          | 17,83 m |
| 13    | Dieter Hoffmann       | Deutschland    | 17,45 m    | x          | 17,82 m    | 17,82 m |
| 14    | Heinfried Birlenbach  | Deutschland    | 17,10 m    | 16,79 m    | 17,77 m    | 17,77 m |
| 15    | Alfred Sosgórnik      | Polen          | x          | 17,75 m    | x          | 17,75 m |
| 16    | Martyn Lucking        | Großbritannien | x          | x          | 17,67 m    | 17,67 m |
| 17    | Silvano Meconi        | Italien        | 17,29 m    | 17,20 m    | x          | 17,29 m |
| 18    | Lahcen Samsam Akka    | Marokko        | x          | 17,24 m    | x          | 17,24 m |
| 19    | Mike Lindsay          | Großbritannien | 16,77 m    | 16,70 m    | 17,23 m    | 17,23 m |
| 20    | Denis Ségui Kragbé    | Elfenbeinküste | 16,20 m    | 16,59 m    | 16,38 m    | 16,59 m |
| 21    | Teruo Itokawa         | Japan          | 15,73 m    | 15,84 m    | 15,56 m    | 15,84 m |
| 22    | Rim He-kun            | Südkorea       | 13,47 m    | 13,64 m    | 13,37 m    | 13,64 m |
| DNS   | Gheorghe Zembresteanu | Rumänien       |            |            |            |         |
| DNS   | Gideon Ariel          | Israel         |            |            |            |         |
| DNS   | Edmund Piątkowski     | Polen          |            |            |            |         |

## Finale
Datum: 17. Oktober 1964, 15:00 Uhr
Wetterbedingungen: heiter, ca. 23 °C, 65–67 % Luftfeuchtigkeit
| Platz | Name                | Nation       | 1. Versuch | 2. Versuch | 3. Versuch | 4. Versuch                                | 5. Versuch                                | 6. Versuch                                | Endresultat | Anmerkung |
| ----- | ------------------- | ------------ | ---------- | ---------- | ---------- | ----------------------------------------- | ----------------------------------------- | ----------------------------------------- | ----------- | --------- |
| 1     | Dallas Long         | USA          | 19,61 m    | 19,45 m    | 19,34 m    | 20,33 m OR                                | 19,09 m                                   | x                                         | 20,33 m     | OR        |
| 2     | Randy Matson        | USA          | 18,53 m    | 19,19 m    | 18,88 m    | 20,20 m OR                                | x                                         | 19,62 m                                   | 20,20 m     |           |
| 3     | Vilmos Varjú        | Ungarn       | 19,23 m    | x          | 19,39 m    | 19,29 m                                   | 18,97 m                                   | 19,25 m                                   | 19,39 m     |           |
| 4     | Parry O’Brien       | USA          | 18,95 m    | 18,86 m    | 19,20 m    | 18,32 m                                   | 18,62 m                                   | 18,84 m                                   | 19,20 m     |           |
| 5     | Zsigmond Nagy       | Ungarn       | 18,77 m    | x          | 18,50 m    | 18,43 m                                   | x                                         | 18,88 m                                   | 18,88 m     |           |
| 6     | Nikolai Karassjow   | Sowjetunion  | 18,86 m    | 18,26 m    | x          | 18,14 m                                   | 17,98 m                                   | 18,18 m                                   | 18,86 m     |           |
|       |                     |              |            |            |            |                                           |                                           |                                           |             |           |
| 7     | Les Mills           | Neuseeland   | 18,19 m    | 18,50 m    | 18,52 m    | nicht im Finale der besten sechs Athleten | nicht im Finale der besten sechs Athleten | nicht im Finale der besten sechs Athleten | 18,52 m     |           |
| 8     | Adolfas Varanauskas | Sowjetunion  | x          | 18,30 m    | 18,41 m    | nicht im Finale der besten sechs Athleten | nicht im Finale der besten sechs Athleten | nicht im Finale der besten sechs Athleten | 18,41 m     |           |
| 9     | Władysław Komar     | Polen        | 18,20 m    | x          | x          | nicht im Finale der besten sechs Athleten | nicht im Finale der besten sechs Athleten | nicht im Finale der besten sechs Athleten | 18,20 m     |           |
| 10    | Wiktor Lipsnis      | Sowjetunion  | 17,45 m    | 17,86 m    | 18,11 m    | nicht im Finale der besten sechs Athleten | nicht im Finale der besten sechs Athleten | nicht im Finale der besten sechs Athleten | 18,11 m     |           |
| 11    | Rudolf Langer       | Deutschland  | 17,29 m    | 16,90 m    | x          | nicht im Finale der besten sechs Athleten | nicht im Finale der besten sechs Athleten | nicht im Finale der besten sechs Athleten | 17,29 m     |           |
| 12    | Dieter Hoffmann     | Deutschland  | x          | x          | 17,11 m    | nicht im Finale der besten sechs Athleten | nicht im Finale der besten sechs Athleten | nicht im Finale der besten sechs Athleten | 17,11 m     |           |
| 13    | Georgios Tsakanikas | Griechenland | 16,87 m    | x          | 16,38 m    | nicht im Finale der besten sechs Athleten | nicht im Finale der besten sechs Athleten | nicht im Finale der besten sechs Athleten | 16,87 m     |           |

Der US-Athlet Parry O’Brien trat zum vierten Mal bei Olympischen Spielen an. Der Sieger von Helsinki 1952 und Melbourne 1956 war allerdings nicht der Favorit. Diese Rolle kam seinem Teamkameraden Dallas Long zu, der vor den Spielen von Tokio vier Mal den Weltrekord verbessert hatte. Longs schärfster Konkurrent Randy Matson kam aus dem eigenen Lager, Matson hatte wie Long bereits mehrfach die 20-Meter-Marke übertroffen.
Long übernahm auch im Finale, für das sich dreizehn Teilnehmer qualifiziert hatten, gleich im ersten Versuch die Führung. Auf dem zweiten Platz lag der Ungar Vilmos Varjú, Dritter war O’Brien, der im zweiten Durchgang vom jungen Randy Matson auf Position vier verdrängt wurde. In Runde drei konnte Varjú an Matson vorbeiziehen, doch dieser konterte. Im vierten Versuch stießen sowohl Long als auch Matson ihre Bestweiten. Zunächst erreichte Matson 20,20 m, anschließend landete Longs Kugel bei 20,33 m. Beide hatten damit den bis dahin gültigen Olympiarekord übertroffen. Anschließend änderte sich nichts mehr am Klassement. Die Favoriten hatten sich durchgesetzt und Parry O’Brien ging zum ersten Mal nach zweimal Gold und einmal Silber von 1952 bis 1960 ohne Edelmetall nach Hause, obwohl er mit 19,20 m seine größte olympische Weite erzielt hatte.
Dallas Long sorgte für den dreizehnten US-Erfolg im fünfzehnten olympischen Finale. Es war zugleich der fünfte US-Sieg in Folge und der elfte Doppelsieg.

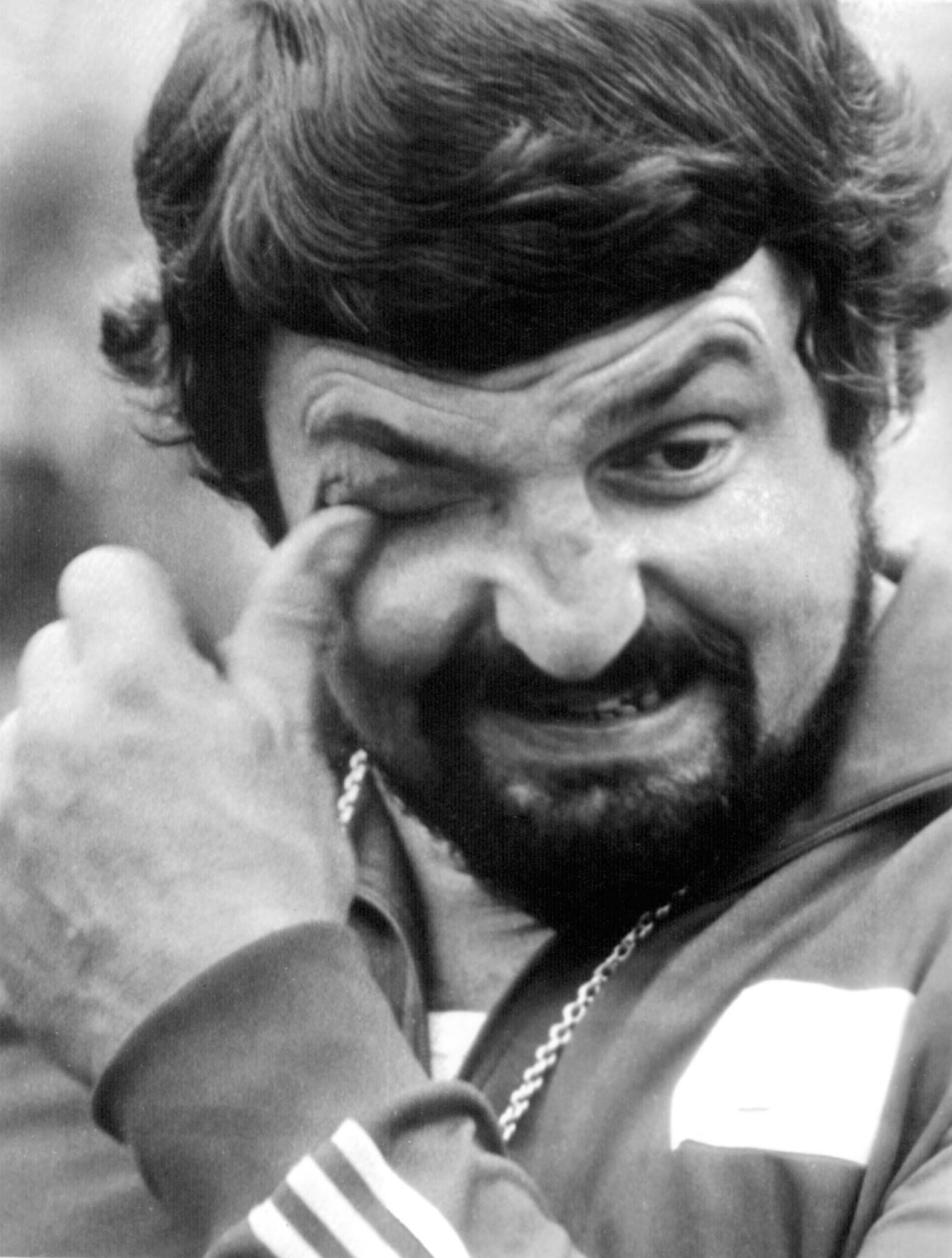
Władysław Komar – Foto von 1972 – erreichte im Finale Rang neun
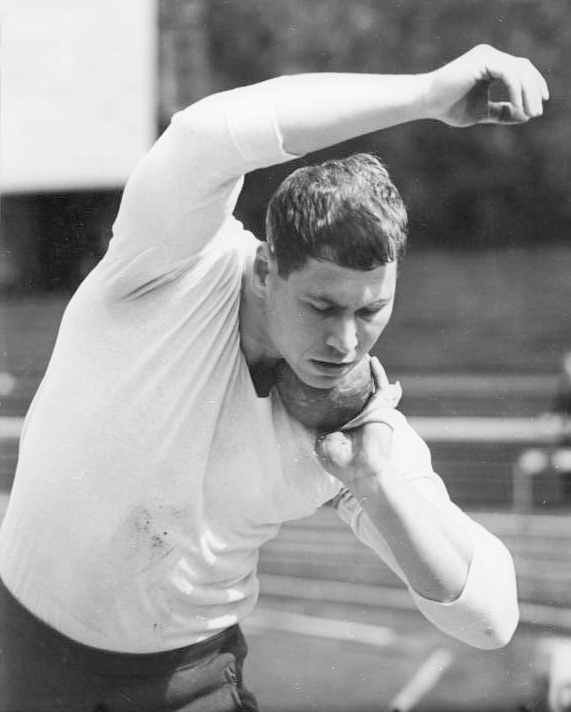
Bester Deutscher auf Finalplatz elf: Rudolf Langer
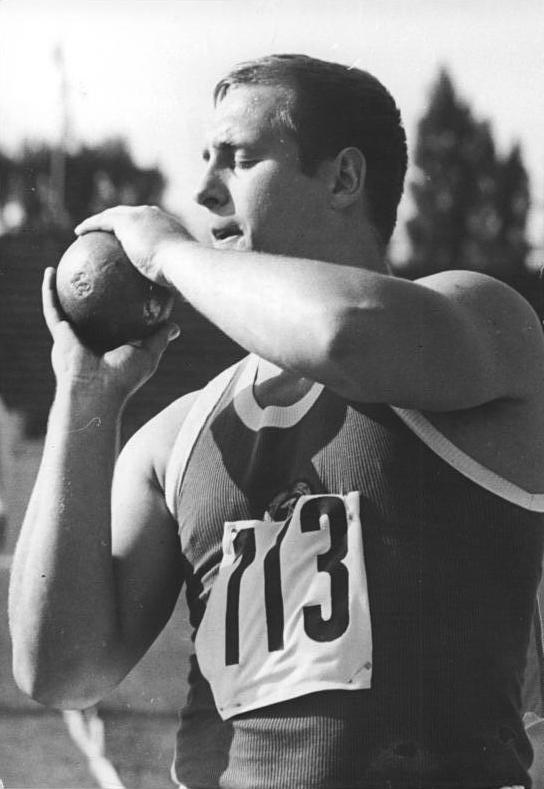
Platz zwölf für Dieter Hoffmann

## Videolinks
- The Tokyo 1964 Olympics Part 2 | Olympic History, Bereich: 15:22 min bis 17:41 min, youtube.com, abgerufen am 9. September 2021
- Dallas Long (USA) Personal Bests: SHOT PUT – 67-10 (20.68 meters) 1964, youtube.com, abgerufen am 9. September 2021
- Vilmos Varjú (Hungaria) SHOT PUT 19.39 METERS 1964, youtube.com, abgerufen am 9. September 2021